# Jack Nelson (attore)
Jack Nelson (Memphis, 15 ottobre 1882 – North Bay, 10 novembre 1948) è stato un attore, regista e sceneggiatore statunitense che lavorò per il cinema in gran parte all'epoca del muto.

## Filmografia

### Attore
- Spoony Sam – cortometraggio (1910)
- The Story of Starved Rock, regia di John Emerson – cortometraggio (1912)
- Geronimo's Last Raid, regia di John Emerson – cortometraggio (1912)
- A Man Among Men, regia di Hardee Kirkland – cortometraggio (1912)
- A Loyal Deserter – cortometraggio (1913)
- Prompted by Jealousy, regia di Hardee Kirkland – cortometraggio (1913)
- The Man Who Might Have Been, regia di Oscar Eagle – cortometraggio (1913)
- The Lesson, regia di Oscar Eagle – cortometraggio (1913)
- A Husband Won by Election, regia di Oscar Eagle – cortometraggio (1913)
- The Ferrets, regia di Oscar Eagle – cortometraggio (1913)
- The Ex-Convict, regia di Oscar Eagle – cortometraggio (1913)
- Pauline Cushman, the Federal Spy, regia di Oscar Eagle – cortometraggio (1913)
- Dixieland, regia di Hardee Kirkland – cortometraggio (1913)
- Roses of Yesterday, regia di Hardee Kirkland – cortometraggio (1913)
- The Post-Impressionists, regia di Hardee Kirkland – cortometraggio (1913)
- A Daughter of the Confederacy, regia di Hardee Kirkland – cortometraggio (1913)
- The Suwanee River, regia di Hardee Kirkland – cortometraggio (1913)
- The Rose of May, regia di Hardee Kirkland – cortometraggio (1913)
- The Short-Stop's Double, regia di Charles H. France – cortometraggio (1913)
- The Ten Thousand Dollar Toe, regia Hardee Kirkland – cortometraggio (1913)
- The Adventures of a Watch; or, Time Flies and Comes Back, regia di Hardee Kirkland – cortometraggio (1913)
- The Price of the Free, regia di Hardee Kirkland – cortometraggio (1913)
- The Invisible Government, regia di Oscar Eagle – cortometraggio (1913)
- Our Neighbors, regia di Oscar Eagle – cortometraggio (1913)
- The Conscience Fund, regia di Francis J. Grandon – cortometraggio (1913)
- The Finger Print, regia di Oscar Eagle – cortometraggio (1913)
- Life for Life, regia di Oscar Eagle – cortometraggio (1913)
- The Conversion of Mr. Anti, regia di Willard Newell – cortometraggio (1913)
- The Wolf of the City, regia di Marshall Farnum – cortometraggio (1913)
- The Stolen Heart, regia di Ralph Delmore – cortometraggio (1913)
- Miss 'Arabian Nights', regia di Oscar Eagle – cortometraggio (1913)
- The Living Wage, regia di Willard Newell – cortometraggio (1914)
- The Conspirators, regia di Marshall Farnum – cortometraggio (1914)
- A Modern Vendetta, regia di Oscar Eagle – cortometraggio (1914)
- Suppressed News, regia di Oscar Eagle – cortometraggio (1914)
- Cupid's Caprice, regia di Oscar Eagle – cortometraggio (1914)
- All Mixed Up – cortometraggio (1914)
- The Silent Witness, regia di Charles Giblyn – cortometraggio (1914)
- A Common Mistake, regia di Jay Hunt – cortometraggio (1914)
- The Pirates of Peacock Alley, regia di Oscar Eagle – cortometraggio (1914)
- Tennessee
- Shorty Gets Into Trouble
- Shorty Turns Judge
- Thirty Minutes of Melodrama
- The Envoy Extraordinary
- The Fortunes of War
- The Still on Sunset Mountain
- Through the Murk
- The Sheriff's Streak of Yellow
- A Case of Poison
- The Spirit of the Bell
- The Alien, regia di Reginald Barker e Thomas H. Ince (1915)
- The Sons of Toil
- The Riddle of the Wooden Leg
- Shorty's Troubled Sleep
- The Pathway from the Past
- The Secret of Lost River
- When Love Leads
- The Lighthouse Keeper's Son
- Business Is Business, regia di Otis Turner (1915)
- The Long Chance
- Inside Facts
- Does It End Right?
- Undine, regia di Henry Otto (1916)
- His White Lie
- Highlights and Shadows
- Pasquale
- A Kaffir's Gratitude
- A Man's Hardest Fight
- Mountain Blood
- The Timber Wolf
- A Mountain Nymph
- If My Country Should Call
- The Better Man
- Circumstantial Guilt
- The Lawyer's Secret
- The Red Stain
- The Girl Who Lost
- Never Too Old to Woo
- A Jewel in Pawn
- The Tell Tale Clue
- The Girl in the Garret
- Doomed
- The Thief Maker
- The Web
- A Kiss for Susie, regia di Robert Thornby (1917)
- Like Babes in the Woods
- The Spotted Lily, regia di Harry Solter (1917)
- The Man Trap
- The Scarlet Pimpernel
- The Lash of Power
- The Flash of Fate
- The Biggest Show on Earth, regia di Jerome Storm (1918)
- Winner Takes All
- Riders of the Purple Sage
- When Do We Eat?, regia di Fred Niblo (1918)
- The Cabaret Girl, regia di Douglas Gerrard (1918)
- The Girl with No Regrets
- The Girl Dodger
- Fighting for Gold
- The Busher, regia di Jerome Storm (1919)
- The Haunted Bedroom, regia di Fred Niblo  (1919)
- The Wilderness Trail
- Rose of the West
- Il romanzo dell'infaticabile cavaliere (Rough-Riding Romance), regia di Arthur Rosson (1919)
- 23 1/2 Hours' Leave, regia di Henry King (1919)
- Love Madness
- The Reckless Buckaroo, regia di Harry L. Fraser (1935)

### Regista
- The Rookie's Return (1920)
- Chickens
- The Home Stretch (1921)
- I Am Guilty
- One a Minute
- Robinson's Trousseau
- Watch Him Step
- Thru the Flames (1923)
- After a Million
- The Covered Trail
- A Fighting Heart
- Midnight Secrets
- Battling Mason
- He Who Laughs Last
- The Mysterious Stranger (1925)
- The Isle of Hope
- Assorted Nuts
- The Wall Street Whiz (1925)
- The Prince of Pep
- Beyond the Rockies
- The Fighting Boob
- Modern Youth
- The Valley of Bravery
- The Dead Line
- The Devil's Gulch
- Hair-Trigger Baxter
- The Dude Cowboy
- The Call of the Wilderness
- Sunshine of Paradise Alley (1926)
- The Mile-a-Minute Man
- Life of an Actress (1927)
- The Shamrock and the Rose
- The Fighting Hombre
- Say It with Diamonds
- Bulldog Pluck
- Perils of the Jungle
- Through Thick and Thin
- Police Reporter
- Tarzan the Mighty, co-regia di Ray Taylor (1928)
- The Diamond Master - serial cinematografico (1929)
- The Boy and a Bad Man
- The Waif of the Wilderness
- The Kid Comes Thru
- The Orphan of the Wagon Trails
- Dangerous Days
- The Last Stand
- Trail of the Pack
- Post of Honor
- The Danger Claim
- Alias the Bandit
- The Battling Kid
- Son of Courage
- Six-Gun Justice
- Two-Gun Caballero
- Border Guns
- The Border Menace
- The Rawhide Terror
- The Tia Juana Kid (1935)
- The Shadow of Silk Lennox

### Sceneggiatore
- A Fighting Heart
- The Fighting Boob
- Tarzan the Mighty
- The Waif of the Wilderness
- La banda dei fantasmi
- Two-Gun Caballero
- Pirate Treasure
- The Rawhide Terror
- The Tia Juana Kid